# 瓷砖之家
瓷砖之家（Casa de los Azulejos）是墨西哥城的一座巴洛克宫殿，以其立面而闻名，三面覆盖普埃布拉州的蓝白瓷砖。
这座建筑由奥里萨巴伯爵于16世纪开始修建。1737年，其后裔为立面覆盖美丽的瓷砖。直到19世纪末，这座宫殿一直保留在私人手中。它曾几次易手，后来由桑博尔（Sanborns）兄弟收购，他们将苏打水/药店业务扩展成为墨西哥最受认可的餐厅连锁店之一。今天是他们的旗舰餐厅。

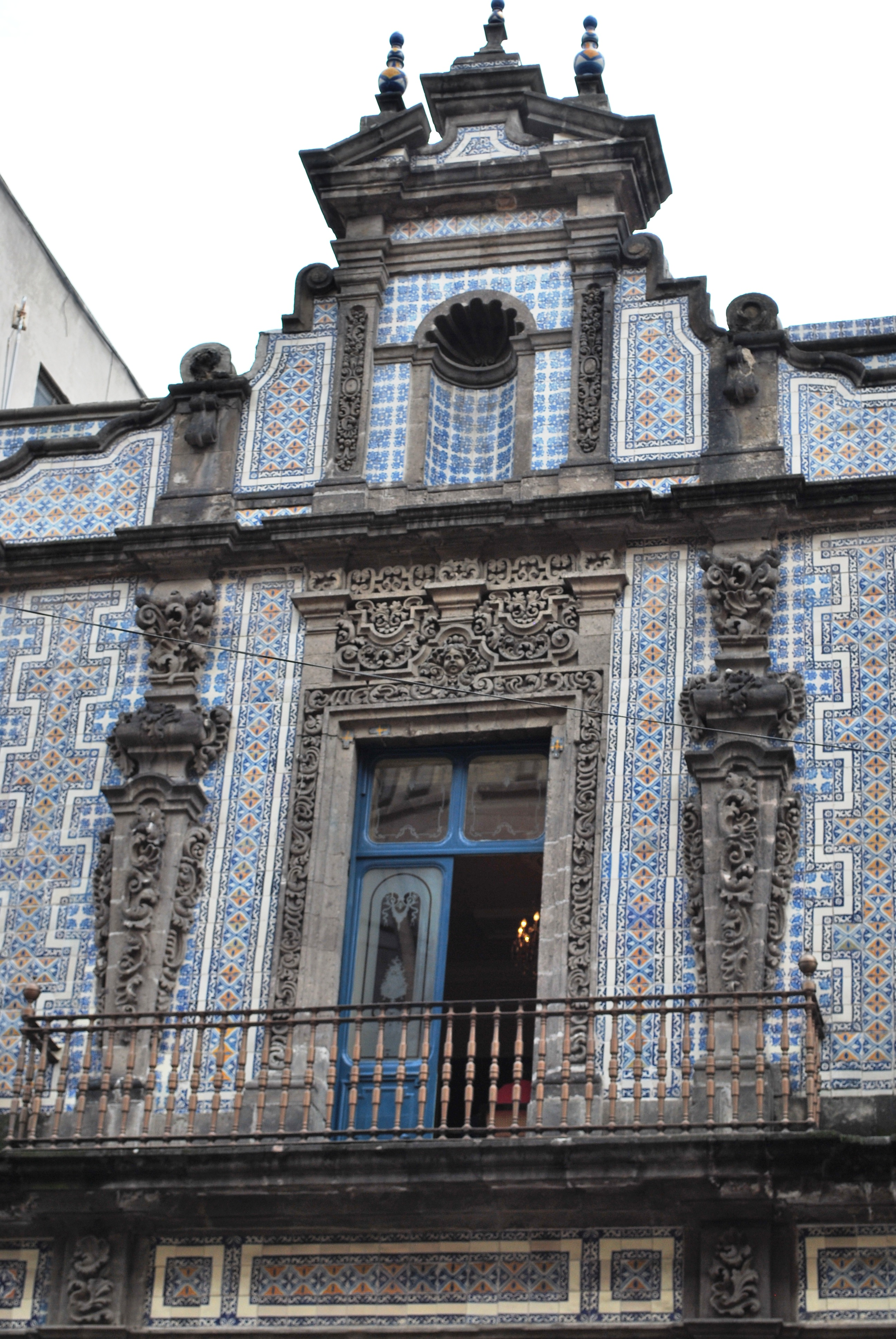
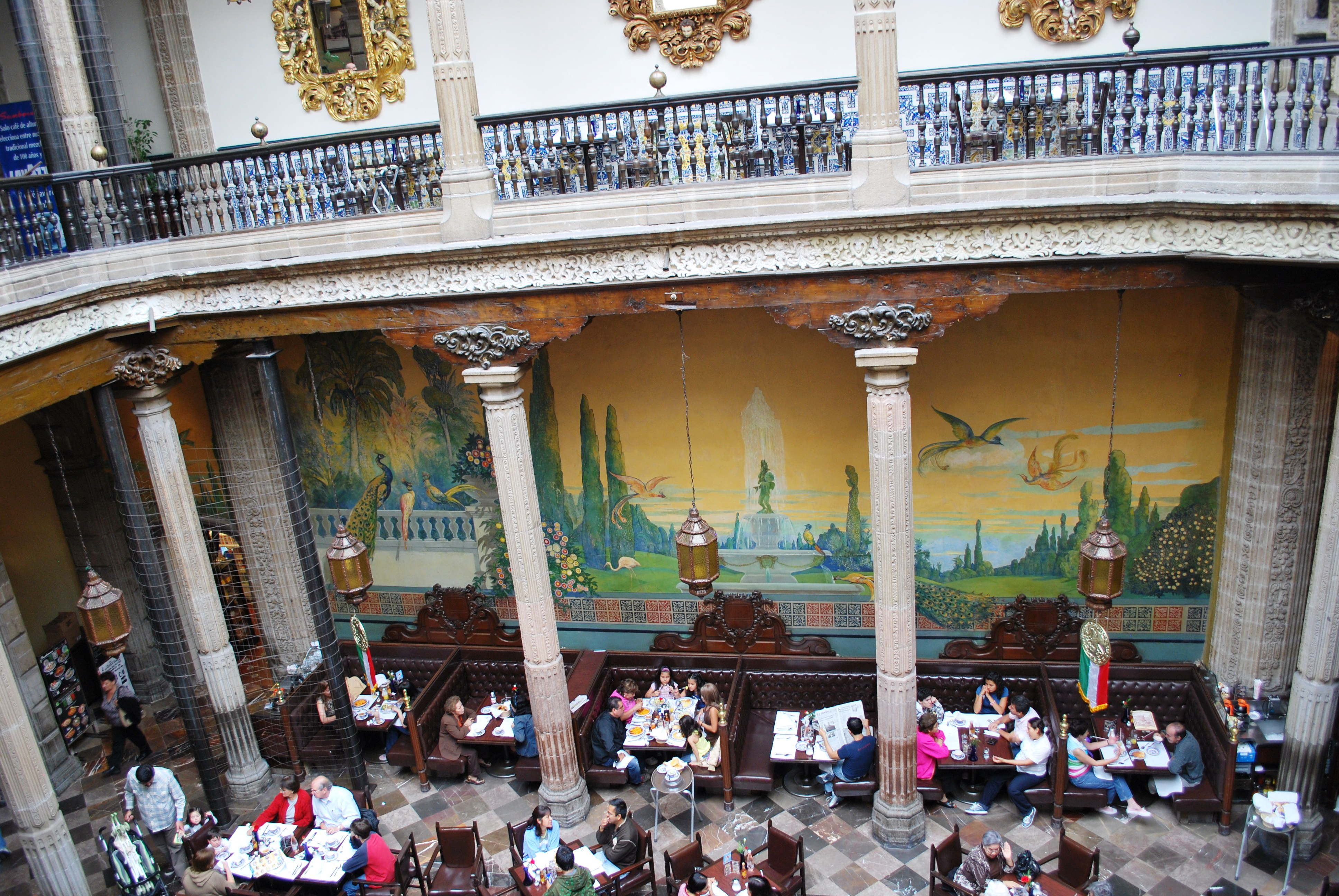
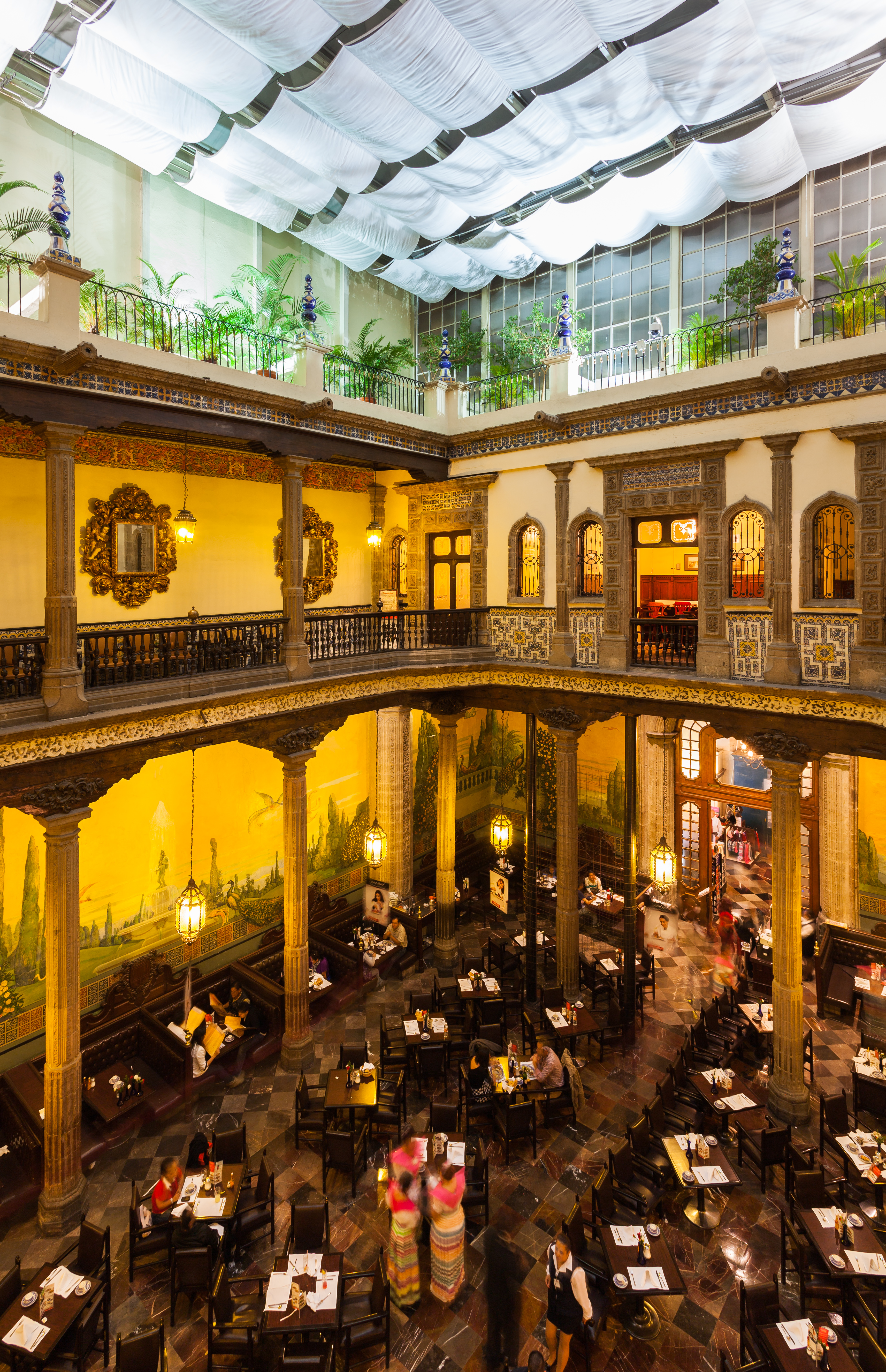
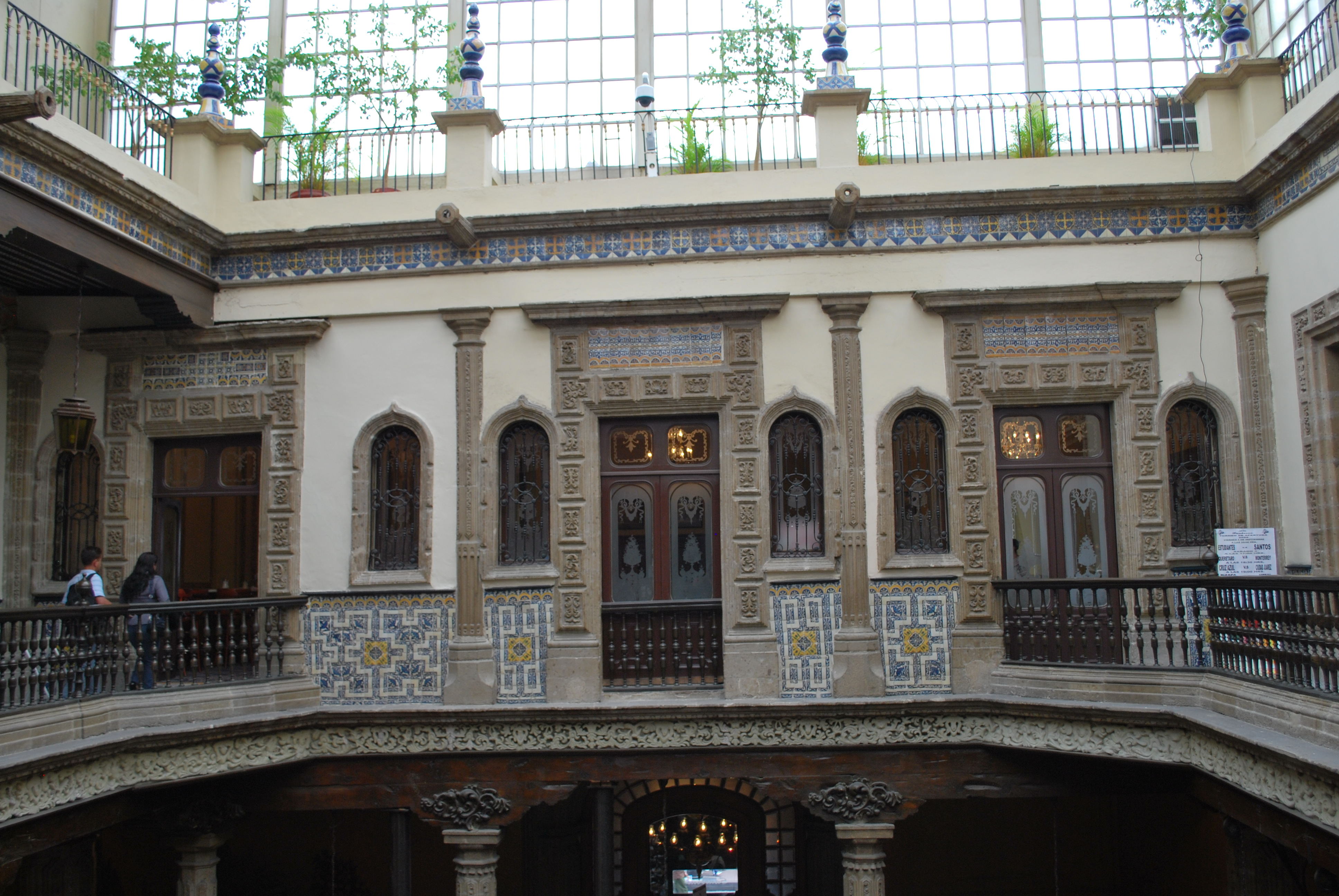
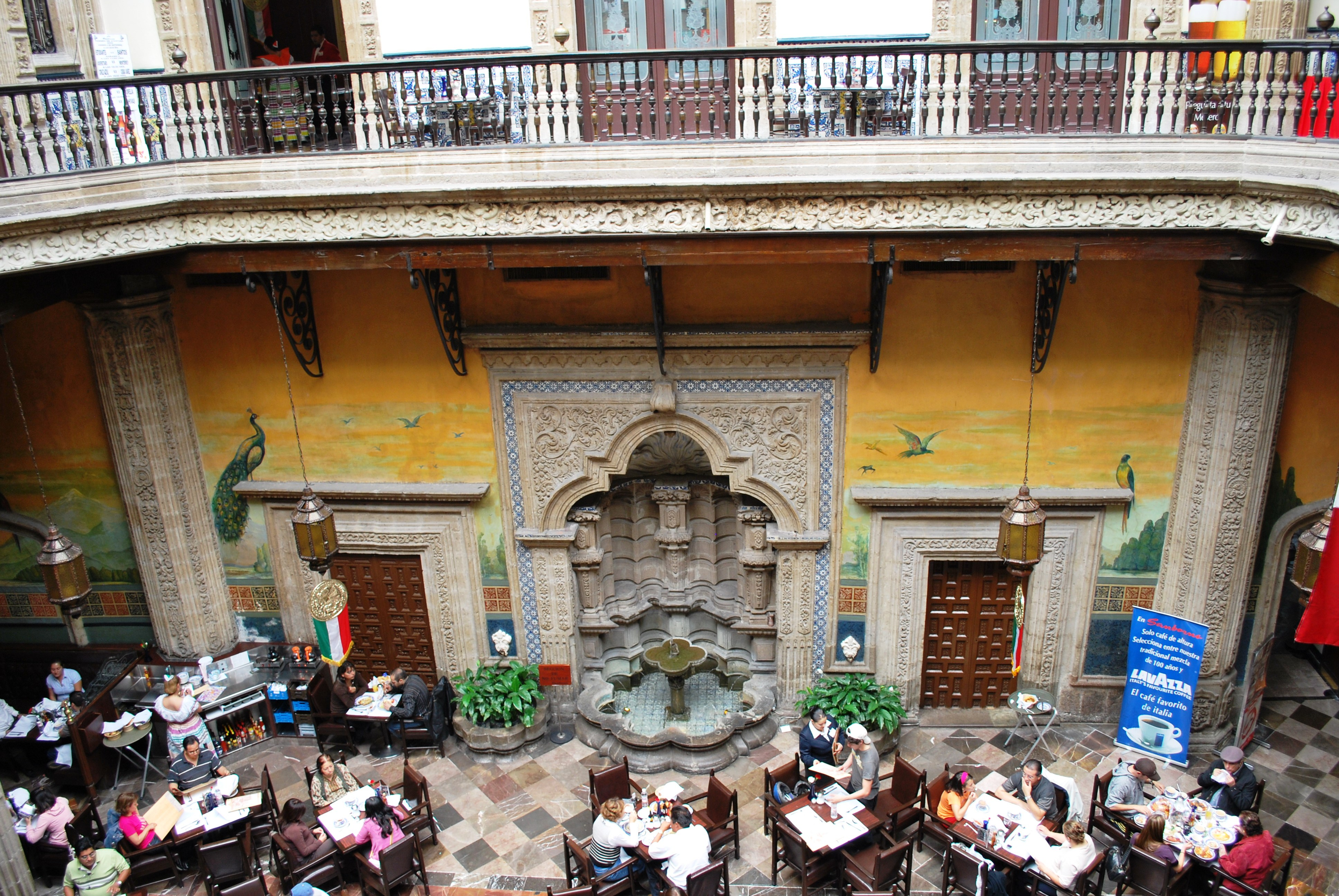